# Ladies and Gentlemen on Acid
Ladies and Gentlemen On Acid – album tribute polskiej grupy Acid Drinkers wydany z okazji XXX-lecia działalności artystycznej. Na albumie znajdują się covery utworów Acid Drinkers wykonane przez zaprzyjaźnionych muzyków oraz zespoły. Album ukazał się 13 grudnia 2019 roku.

## lista utworów
1. Decapitated feat. LXMP – „Fuel of My Soul”
2. Proletaryat – „Pump the Plastic Heart”
3. Krzysztof Zalewski – „Joker”
4. Illusion – „Drug Dealer”
5. Vader – „Dancing in the Slaughterhouse”
6. BiFF – „Pizza Driver”
7. Hunter – „I Fuck the Violence”
8. The Sixpounder – „Infernal Connection”
9. Katarzyna Nosowska – „My Soul's Among the Lions”
10. Corruption – „Poplin Twist”
11. Hostia – „66.6”
12. Gutek – „Madman’s Joint”
13. NoNe – „Rattlesnake Blues”
14. Ania Rusowicz – „Blues Beat Down”
15. Acid Drinkers feat. Kasia Kowalska – „What a Wonderful World”